# 고색초등학교
고색초등학교는 대한민국 경기도 수원시 권선구에 있는 공립 초등학교이다.

## 학교 연혁
- 1946. 09. 01. 수원군 안룡국민학교 오목천분교로 설립인가
- 1950. 06. 01. 고색국민학교로 승격
- 1951. 08. 25. 제1회 졸업식
- 1980. 01. 05. 농림부 지정 농촌형 급식학교 지정
- 1994. 03. 01. 환특사업으로 전교실 냉난방시설
- 1998. 11. 20. 교육인적자원부 교육실습 대용부설학교 지정 운영(2년)
- 2002. 03. 01. 다목적 체육관 개관
- 2003. 09. 30. 교육관 개관
- 2006. 04. 07. 학교 숲 가꾸기 개장식
- 2008. 09. 01. 꿈나무 안심학교 및 초등보금자리 개교
- 2011. 03. 25. 학교안전강화시스템 구축
- 2013. 10. 23. 문체부 2013 학교도서관운영평가 표창
- 2016. 03. 01. 제20대 이웅기 교장선생님 취임
- 2017. 01. 05. 제67회 졸업식(13,618명 졸업)
- 2017. 03. 15. 25학급 편성(특수 1학급 포함)
- 2018. 03. 01. 23학급 편성(특수 1학급 포함)

## 참고 자료
- 고색초등학교 - 한국교육학술정보원 학교알리미